# Pánevní orgány
Pánevní orgány je souhrnné označení pro orgány nacházející se v oblasti pánve člověka. Jedná se o močový měchýř, pohlavní orgány (prostata, varlata?, děloha, vaječníky, vejcovody) a konečník.